# 朱豪垔
松滋靖简王朱豪垔（1433年—1498年5月8日），松滋安惠王朱贵烆和王妃胡氏所生的嫡长子。

## 生平
正统四年（1439年）十月获赐名。七年（1442年）六月，其父朱贵烆去世，朱豪垔请求岁禄。十月，给朱豪垔禄米五百石。十一年（1446年）七月，由定国公徐显忠等为正使、都给事中章瑾等为副使，册封朱豪垔袭为松滋王。刑部侍郎丁铉亦随同为持节封松滋王的使者，获赏赐，但都不接受。十二月，按嗣封郡王的标准给朱豪垔岁禄一千石，一半是禄米，一半是宝钞。
正统十二年（1447年）九月，朱豪垔奏称岁禄米食用不敷，请求将折色的五百石都给本色，英宗以湖广正在闹旱灾为由命姑且依旧。景泰二年（1451年）三月，朱豪垔奏称自己与妹妹上津县主都已定下婚期，但王府艰难，请求将折钞岁禄一千石改为荆州府仓关的本色禄米以营办礼物，不获准。
五月，封朱豪垔二弟朱豪塽为镇国将军，赐诰命冠服。七月，由武安侯郑宏、隆平侯张福为正使、兵科给事中谷茂、刑科给事中刘琏为副使持节册封荆州府学教授杨暹女为朱豪垔妃，赐冠服诰命。
景泰四年（1453年）三月，诏以湖广江陵县江心沙洲地二顷给朱豪垔，二顷五十亩给其叔父衡阳王朱贵㷂，以满足他们的请求。六年（1455年）闰六月，赐朱豪塽夫人秦氏及朱豪垔第二妹临武县主、仪宾杜通、第三妹邵阳县主、仪宾阳伯川诰命冠服鞍马等物。
天顺元年（1457年）五月，朱豪垔和堂弟枝江王朱豪壂各奏弟妹婚嫁币聘妆奁未备，请求将本年禄米折色改给本色，获准。三年（1459年）十月，给临武县主、仪宾杜通岁禄米四百石、折钞二百石。十二月，赐朱豪垔荆州府松滋县地六十五亩。四年（1460年）五月，朱豪垔奏本府仪宾杨伯川（阳伯川）缺乏从人，英宗命都察院转行湖广布按二司从罪人中照例拨给，并给邵阳县主、仪宾杨伯川岁禄六百石，其中本色四百石、折钞二百石。
成化二十一年（1485年）四月，朱豪垔因母妃胡氏薨，请求另择地造坟合葬，工部覆奏旧无事例，只允许添圹合葬，获准。
弘治二年（1489年）三月，因朱豪垔所请，赐其《四书集注》《大明官制》《为孝阴》《孝顺事实》《劝善书》各一部。
朱豪垔的第三至五子镇国将军朱恩鑡、朱恩錍、朱恩鎗擅自闯入荆州府仓抢夺禄米，被辽王朱恩鑙阻止。他们又在姑父上津县主仪宾袁镛唆使下，招集恶少夺人财产，甚至棰死平民。明孝宗命辽王囚禁朱恩鑡。朱恩鑡等人便伙同堂兄弟辅国将军朱恩镒及长阳王府镇国将军朱恩鍝、朱恩䤶、远安王府奉国中尉朱恩钢等谋害辽王。五年（1492年）二月，事泄。孝宗判朱恩鑡等人废为庶人，与家属送凤阳居住；朱恩钢等人革去冠服岁禄；朱恩鍝、朱恩䤶、朱豪垔的伯父远安庶人朱贵燮之子朱豪坲等人革去三分之二岁禄；袁镛发辽东三万卫充军；其余随同作恶的恶少一百二十八人连同家属一起发延绥、宁夏、甘肃等地永远充军；教授徐寿等三人赎杖刑还原职。孝宗写信告书谕辽王约束宗室，令其今后不许妄为。辽王在一天之内就秘密杖杀恶少等八十余人，不数日辽王长孙朱致樠及副使王玹之子皆无疾而死，八年（1495年），辽王也因疽发背而去世，荆州人都以为是恶念的报应。
十一年（1498年）四月，朱豪垔去世，朝廷辍朝一日，按制度赐祭葬品，谥靖简。两年后，嫡长子朱恩钶受册封袭为松滋王。

## 家庭

### 妻妾
- 王妃楊氏

### 子孫
- 嫡長子松滋榮和王朱恩鈳
- 第二子鎮國將軍朱恩鋅，天顺二年（1458年）七月赐名[24]
  - 嫡長子輔國將軍朱寵潧，成化十六年（1480年）三月赐名[25]
    - 第一子奉國將軍朱致槤
    - 第二子奉國將軍朱致柟[26]

  - 嫡次子輔國將軍朱寵㵺，弘治二年（1489年）正月赐名[27]
    - 第一子奉國將軍朱致槐
    - 第二子奉國將軍朱致樹[26]

  - 嫡三子輔國將軍朱寵潢，弘治十四年（1501年）正月赐名[28]
    - 第一子朱致榢[26]

  - 嫡四子輔國將軍朱寵瀾，弘治十五年（1502年）正月赐名[29]
    - 第一子朱致𣚴[26]
- 第三子鎮國將軍→庶人朱恩鑡，成化四年（1468年）十一月赐名[30]，弘治五年（1492年）二月废为庶人，嘉靖四年（1525年）六月在世[31]
- 第四子鎮國將軍→庶人朱恩錍，成化四年（1468年）十一月赐名[30]，弘治五年（1492年）二月废为庶人，嘉靖四年（1525年）六月已故[31]
  - 嫡長子朱寵㵿，弘治二年（1489年）三月赐名[32]
  - 嫡次子朱寵洄，弘治四年（1491年）五月赐名[33]
- 第五子鎮國將軍→庶人朱恩鎗，成化四年（1468年）十一月赐名[30]，弘治五年（1492年）二月废为庶人，嘉靖四年（1525年）六月已故[31]
- 第六子鎮國將軍朱恩錤，成化八年（1472年）三月赐名[34]
  - 嫡長子朱寵汎，弘治十四年（1501年）正月赐名[28]
    - 第一子朱致槎[26]
- 第七子鎮國將軍朱恩鍉，成化十二年（1476年）五月赐名[35]
  - 第一子輔國將軍朱寵泓，弘治十五年（1502年）正月赐名[29]
    - 第一子朱致棕[26]

  - 第二子輔國將軍朱寵溶，弘治十五年（1502年）正月赐名[29]
    - 第一子朱致㯓[26]